# Stadtbibliothek Mönchengladbach

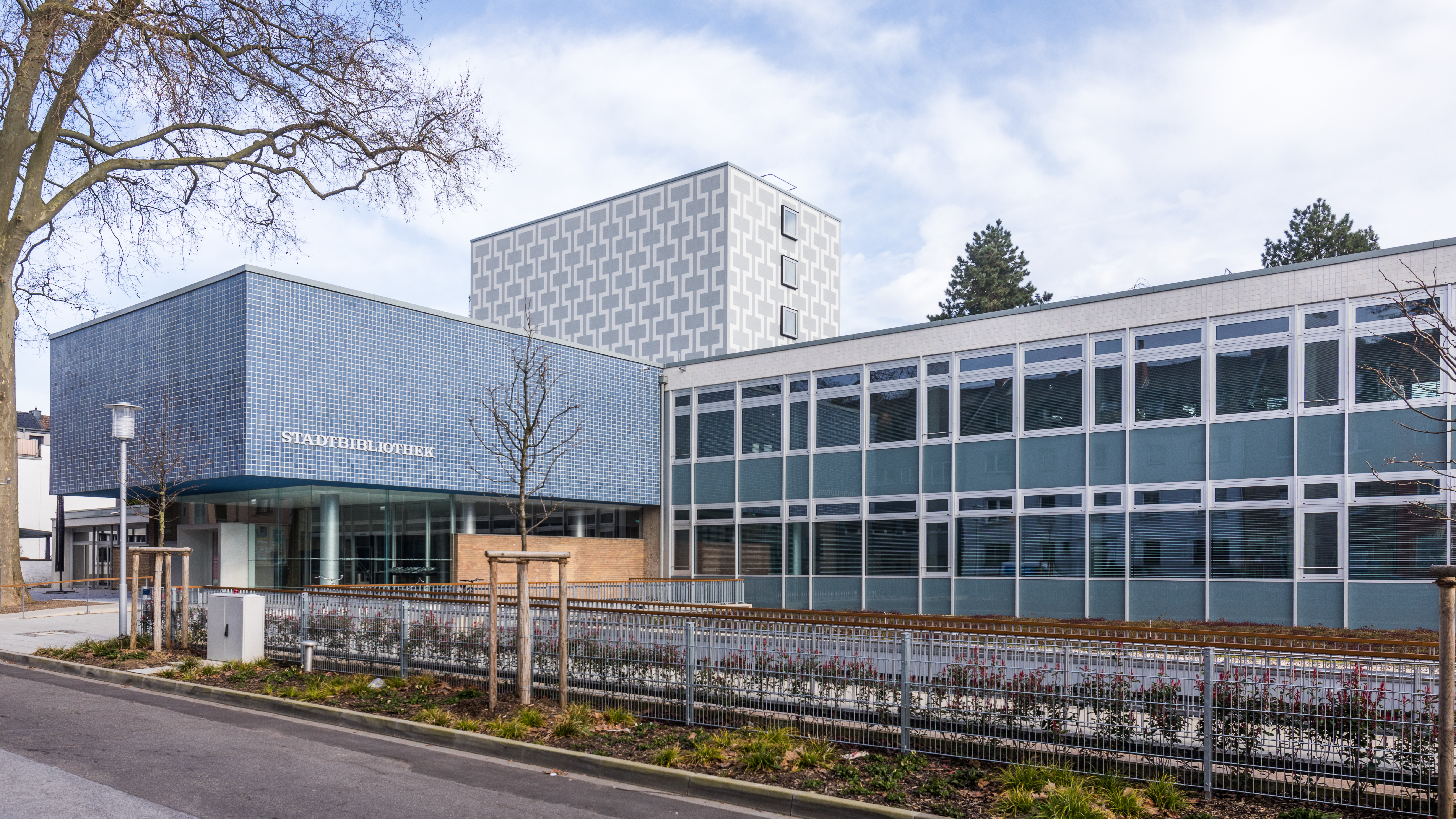
Zentralbibliothek Carl Brandts Haus, 2024

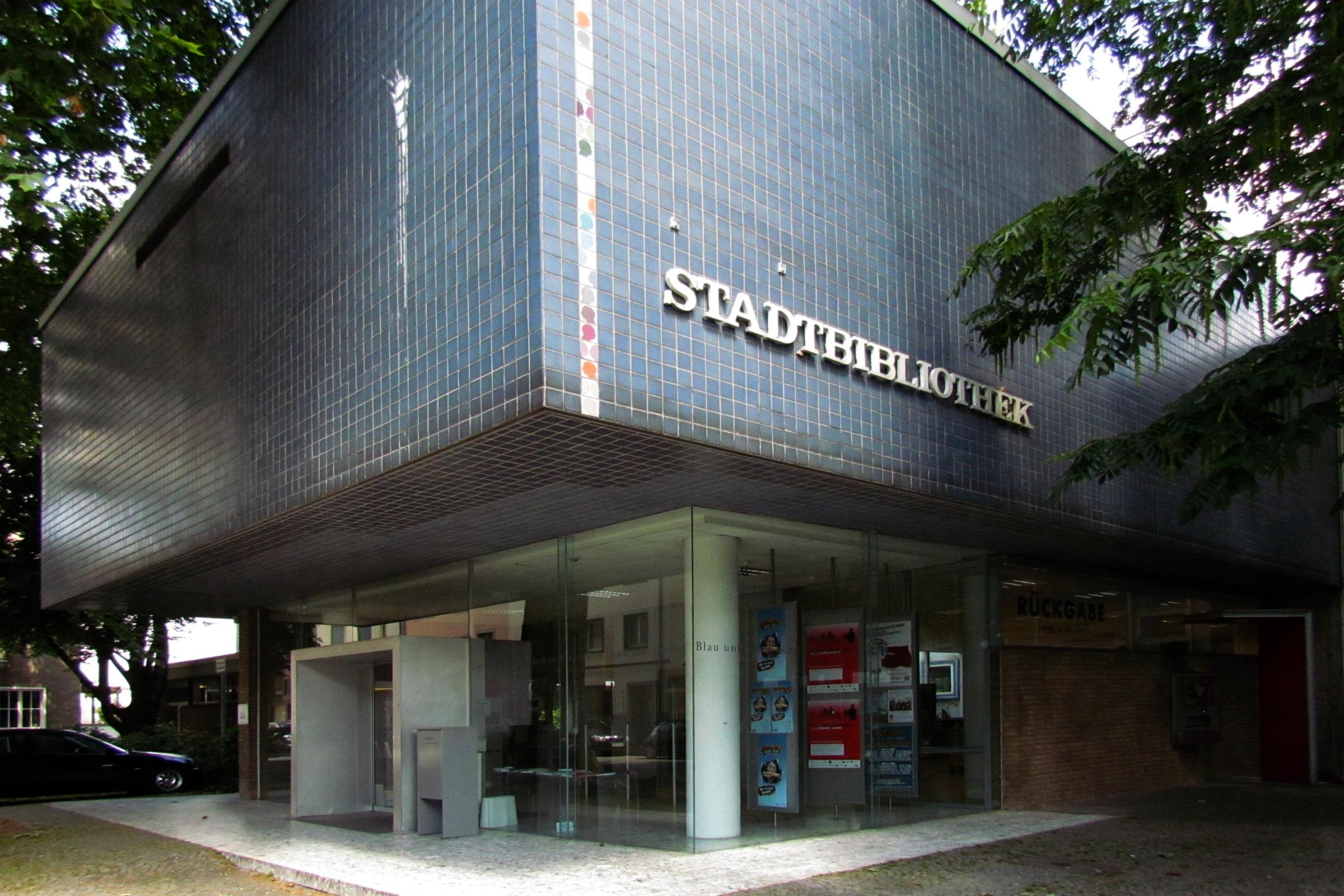
Stadtbibliothek Mönchengladbach (2014)

Die Stadtbibliothek Mönchengladbach (auch: Zentralbibliothek Carl Brandts Haus) steht in der Hilde-Sherman-Zander-Straße 6 (bis zum 26. Januar 2025 Blücherstraße 6) in Mönchengladbach (Nordrhein-Westfalen).
Das Haus wurde 1960–1964 erbaut. Es ist unter Nr. B 175 am 20. September 2013 in die Denkmalliste der Stadt Mönchengladbach eingetragen worden. Zwischen 2020 und 2023 wurde im Bereich der Blücherstraße eine Erweiterung gebaut.

## Sammlung
Die Stadtbibliothek bietet neben allgemeiner Literatur für Kinder und Erwachsene auch Medien in fremden Sprachen an. Zur historischen Sammlung gehören das Internationale Exlibris-Zentrum Mönchengladbach, die ehemalige Bibliothek der Kölnischen Franziskaner-Ordensprovinz mit Werken aus dem 16. bis frühen 19. Jahrhundert aus den Bereichen Wissenschaft und Weisheit sowie die ehemalige Bibliothek des früheren Volksvereins für das katholische Deutschland (1892–1933) über Sozial- und Wirtschaftswissenschaft. Sie gehört zu den Teilnehmern der Standortinitiative Deutschland – Land der Ideen der Bundesregierung und des Bundesverbands der Deutschen Industrie.

## Lage
Die Stadtbibliothek liegt nordöstlich des mittelalterlichen Stadtkerns im gründerzeitlichen Stadterweiterungsgebiet an der Blücherstraße/Kaiserstraße gegenüber dem Adenauerplatz.
Das Grundstück der Stadtbibliothek nimmt etwa ein Viertel des Häuserblockes zwischen Albertusstraße, Kaiserstraße, Blücherstraße und Regentenstraße  ein und greift L-förmig tief in die Mitte des Blockes aus. Die ansonsten geschlossene Blockrandbebauung wird durch die begrünten Freiflächen vor der Stadtbibliothek entlang der Blücherstraße und auf der Ecke zur Kaiserstraße aufgelockert. Auch in der Blockmitte schließt sich eine begrünte Freifläche an das Bibliotheksgebäude an.
Die Baumassen sind im Grundriss in Form von zwei unterschiedlich großen L-förmigen und einem rechteckigen Baukörper so zueinander angeordnet, dass zwischen ihnen ein quadratischer Innenhof entsteht. Der größere L-förmige Baukörper bildet vor sich die Freifläche zur Blücher- und Kaiserstraße aus. Der kürzere Flügel dieses Bauteils springt dabei weit gegen die Blücherstraße vor. Städtebaulich war die begrünte und mit Bäumen bepflanzte Freifläche an Blücherstraße und Kaiserstraße bis zur Erweiterung ab 2020 wirksam als eine Erweiterung des Adenauerplatzes, dessen Blockrandbebauung an dieser Stelle aufgebrochen wurde.

## Architektur
Die Bibliothek ist gestaltet als ein Ensemble aus unterschiedlich großen, in ihren Oberflächen unterschiedlich charakterisierten kubischen Bauteilen mit Flachdächern. Entsprechend den Prinzipien der funktionalistischen modernen Architektur ist diese Gestaltungsweise durch die Zuordnung unterschiedlicher Funktionen zu den einzelnen Bauteilen begründet. Bei der Stadtbibliothek sind die Prinzipien funktionalistischer moderner Architektur auf architektonisch gelungene und abwechslungsreiche Weise umgesetzt worden. Der größere, zweigeschossige L-förmige Bauteil enthält in seinem kurzen Flügel das Eingangsfoyer und im Obergeschoss den ehemaligen Vortragssaal.
Die Bibliothek wird nach wie vor durch das weitgehend verglaste Erdgeschoss des Eingangsflügels und das dahinterliegende weiträumige Foyer erschlossen. Die ursprüngliche Raumaufteilung ist in allen Geschossen fast vollständig erhalten.
Die am meisten frequentierten Besucherräume der Stadtbibliothek befanden sich also sinnvollerweise ursprünglich alle auf einer Ebene im Erdgeschoss und waren alle vom zentralen Foyer aus erschlossen. Vom Foyer aus gelangt man über eine Treppe hinter der Mosaik-Hauptthekenwand ins Obergeschoss mit den ursprünglich nicht für die Bibliotheksnutzung vorgesehenen aber öffentlich genutzten Räumen, dem Vortrags- und dem Ausstellungssaal, die beide heute als Bibliotheksräume mit genutzt werden. Der Vortragssaal ist durch künstlerisch gestaltete Ätzglasscheiben vor den anderen Räumen ausgezeichnet. Vom Haupttreppenhaus gelangt man auch in die Räume der Bibliotheksverwaltung.
Die baufeste Ausstattung (Fenster, Böden, Türen, Wandmosaik, künstlerische Glasgestaltung) der Stadtbibliothek ist sehr weitgehend erhalten geblieben. Erneuert wurden die Böden in den heutigen Freihandbereichen (auch ehem. Lesesaal, Vortragssaal und Ausstellungsraum) und die Fenster im Bereich der Kinder- und Jugendbibliothek zum Atrium und des Lesesaals zum Garten hin. Besonders die aus der Bauzeit erhaltenen Vorhangfassaden sind von Bedeutung für das Erscheinungsbild der Stadtbibliothek. Von den bauzeitlichen Bibliotheksmöbeln haben sich die Regale im Magazinturm und die Schrankwand im ehemaligen Lesesaal erhalten. Die Schrankwand enthält auch einen Durchgang zum Magazinturm. Auf ähnliche Weise wie in der Schrankwand der Durchgang zum Magazinturm, ist auch in dem über dem ehemaligen Lesesaal liegenden ehemaligen Ausstellungsraum der Durchgang zum Magazinturm durch eine schrankartige Rahmung aus dunklem Holz eingefasst. Diese beiden Holzeinbauten sind Bestandteil der denkmalwerten baufesten Ausstattung der Stadtbibliothek.

## Geschichte der Stadtbibliothek
1904 beschloss man die Einrichtung einer Stadtbücherei in Mönchengladbach. Sie wurde 1905 für den Publikumsverkehr eröffnet und befand sich im Erdgeschoss des Rathauses Abtei. 1926 stifteten Reinhold Brandts, der Sohn des Textilfabrikanten Carl Brandts, und seine Ehefrau Paula das herrschaftliche Wohnhaus seiner Eltern in der Kaiserstraße 47 der Stadt Mönchengladbach für die Unterbringung einer Stadtbibliothek. In den Jahren 1927–1933 befand sich die Stadtbibliothek in dem Gebäude in der Kaiserstraße.
Von 1933 bis 1964 war die Stadtbibliothek in der Bismarckstraße 99 untergebracht. Das Haus Bismarckstraße 99, die ehemalige Dienstwohnung des Oberbürgermeisters, wurde 1933 als „Haus für Wissenschaft und Forschung“ eingerichtet. Mit der Unterbringung in der Bismarckstraße fand eine Zweiteilung in den Bereich der Stadt- bzw. Volksbibliothek im Erdgeschoss und den Bereich der wissenschaftlichen Sammlung in den Obergeschossen statt. Diese Zweiteilung sollte später auch die Gestaltung des Neubaus in der Blücherstraße prägen. In der Bismarckstraße stand dementsprechend neben einem allgemeinen Lesesaal auch ein separater Raum für die ungestörte wissenschaftliche Arbeit zur Verfügung. 1933 wurden auch die Mittel für die Durchführung regelmäßiger Vorträge und anderer Veranstaltungen der Volksbildungsarbeit bereitgestellt. Wahrscheinlich standen den Nutzern auch Terrasse und Garten bei gutem Wetter als Lesebereiche offen. Auch diese beiden Aspekte fanden bei der Planung des neuen Bibliotheksgebäudes in der Blücherstraße Berücksichtigung.
1933 übernahm die Stadtbibliothek die Bibliothek des Volksvereins für das katholische Deutschland. Der Verein war 1933 im Rahmen der Gleichschaltung des Staates aufgelöst worden. Die ursprünglich 86.000 Bände umfassende Bibliothek genoss damals schon überregionales Ansehen als sozialwissenschaftliche Fachbibliothek. Nach dem Ende des Zweiten Weltkriegs stieg die wissenschaftliche Nutzung der Volksvereinsbibliothek deutlich an. Ihre Bestände konnten allerdings in der Bismarckstraße 99, die sich die Bibliothek nach dem Krieg zeitweise mit anderen städtischen Institutionen teilen musste, nicht adäquat erschlossen werden.
Die durch Kriegszerstörungen um ca. 3.000 Bände dezimierten allgemeinen Bestände der Stadtbibliothek – die Volksvereinsbibliothek war 1944 ausgelagert worden – wuchsen nach dem Zweiten Weltkrieg rasch wieder an, sodass sich bald in der Bismarckstraße 99 eine allgemeine Raumnot bemerkbar machte. Sie stand u. a. auch dem Wunsch nach der Umsetzung des seinerzeit in Deutschland innovativen Modells der Freihandbücherei entgegen, wie sie u. a. bereits seit 1951 in den Nebenstellen der Stadtbibliothek in Rheindahlen, Neuwerk und Hardt praktiziert werden konnte.

### Planungs- und Baugeschichte
Seit 1958 konkretisierten sich die Planungen für einen Bibliotheksneubau. Im Januar 1960 fiel die Entscheidung für das Grundstück des im Krieg zerstörten Brandts'schen Hauses als Standort der neuen Stadtbibliothek. Am 26. September 1960 wurden die Bauarbeiten begonnen. Nach dem beruflich bedingten Wechsel des Entwerfers Fridolin Hallauer nach Solingen wurden die weiteren Arbeiten fortgeführt in enger Zusammenarbeit zwischen dem städtischen Hochbauamt unter seinem Leiter Stadtbaudirektor Fritz Baresel und dem freischaffenden Mönchengladbacher Architekten Konrad Bayer, der die Verantwortung für die Bauausführung übernahm.
Am 9. April 1964 wurde die Stadtbibliothek in der Blücherstraße feierlich eingeweiht.
Die Stadtbibliothek ist weitestgehend original erhalten.

### Veränderungen
- Das Foyer durch Abbau des Katalogs (Zettelkästen), den Abbau der Glastüren zu den Freihandbereichen (linkerhand: Jugendbereich, rechterhand: Erwachsenenbibliothek), die Aufstellung einer automatisierten Buchrückgabe, die auch von außen bestückt werden kann,
- Die Nutzung des ehemaligen Vortragssaals und des Ausstellungssaals durch Einbeziehung in die allgemeine Bibliotheksnutzung.

## Begründung des Denkmalwertes gem. § 2 DSchG NRW
Die Stadtbibliothek (Blücherstraße 6/Kaiserstraße 47) ist bedeutend für die Geschichte des Menschen als bauliches Zeugnis für das Bemühen um einen gesellschaftlichen Wandel nach dem Zweiten Weltkrieg in Westdeutschland. Ihre auf Offenheit, Übersichtlichkeit und Transparenz angelegte Struktur, die eine freie Zugänglichkeit aller Medien für alle Nutzer gleichermaßen ermöglicht, bringt mit ihrer Gestaltung des Bautypus Bibliothek die Werte einer offenen, demokratischen Gesellschaft zum Ausdruck.
Die Stadtbibliothek (Blücherstraße 6/Kaiserstraße 47) ist bedeutend für Mönchengladbach als wichtiges Zeugnis für den Wiederaufbau der Stadt nach den Zerstörungen des Zweiten Weltkriegs sowie als Zeugnis für deren städtebauliche Gestaltung.
An der Erhaltung und Nutzung Stadtbibliothek (Blücherstraße 6/Kaiserstraße 47) besteht aus wissenschaftlichen, hier architektur- und ortsgeschichtlichen sowie aus städtebaulichen Gründen ein öffentliches Interesse.

### Architekturgeschichtliche Gründe

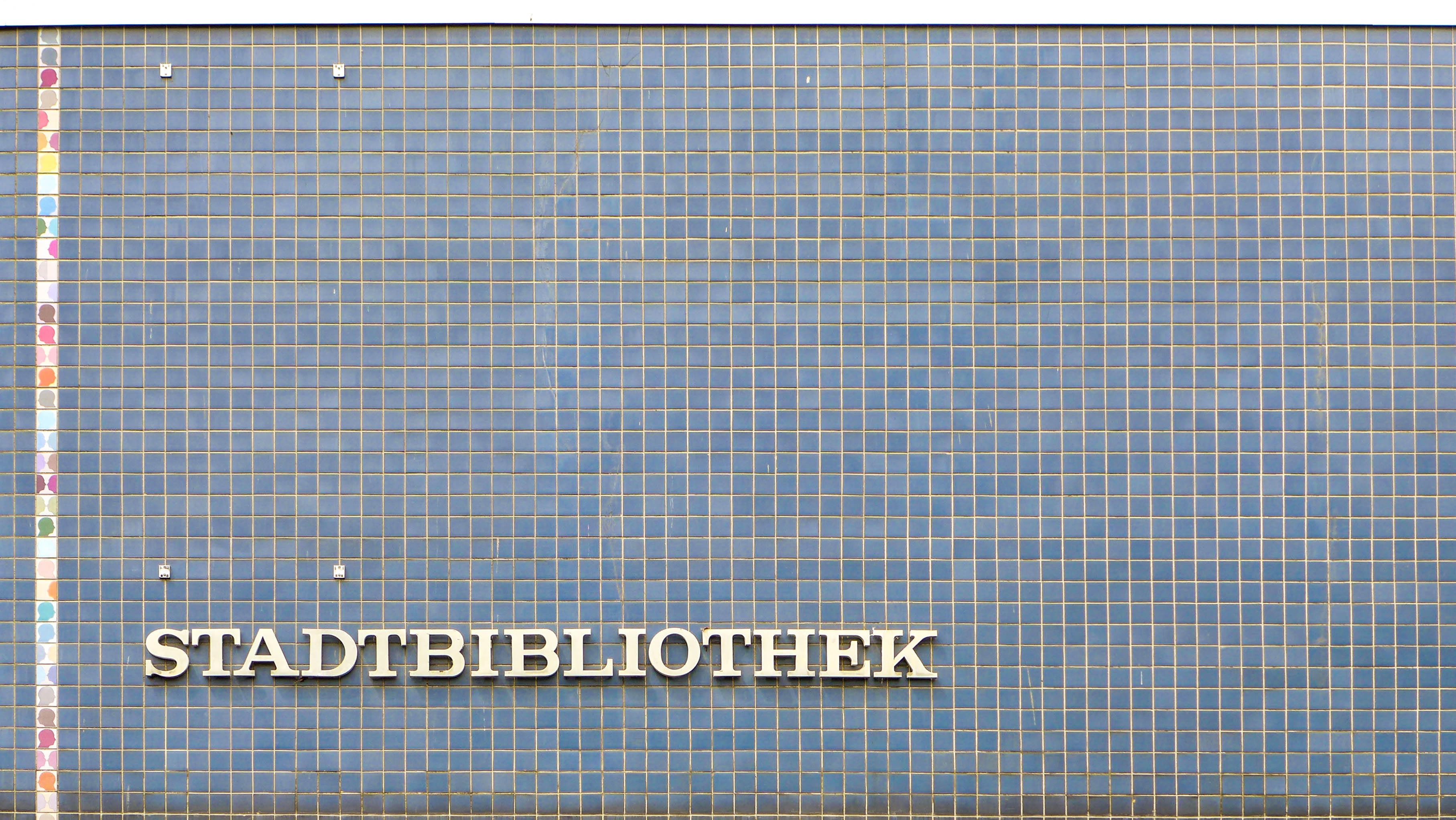
Außenfassade (2020)

Bei der Stadtbibliothek Mönchengladbach handelt es sich um ein gut erhaltenes, architektonisch qualitätsvoll gestaltetes und in Bezug auf das Raumprogramm vorbildliches Beispiel für einen Bibliotheksbau der ersten Nachkriegsmoderne, der sowohl als Volksbibliothek als auch als wissenschaftliche Bibliothek genutzt werden sollte.
Aus den bisherigen Ausführungen folgt, dass die Stadtbibliothek aus architekturhistorischen Gründen erhaltenswert ist als gut eharhaltenes, qualitätsvoll gestaltetes, zeittypisches Beispiel für einen ambitionierten Bibliotheksneubau der späten 1950er und frühen 1960er Jahre in Deutschland.

### Ortsgeschichtliche Gründe
Das Gebäude der Stadtbibliothek ist erhaltenswert aus ortsgeschichtlichen Gründen als anschauliches und qualitätsvolles Zeugnis für die Bemühungen der Stadtverwaltung um eine moderne Gestaltung des Wiederaufbaus der Stadt Mönchengladbach in den 1950er und frühen 1960er Jahren.

### Städtebauliche Gründe
Die Stadtbibliothek Mönchengladbach ist erhaltenswert aus städtebaulichen Gründen als anschauliches Zeugnis für die gelungene Umsetzung städtebaulicher Leitideen der Nachkriegszeit, wie Auflockerung älterer Stadtstrukturen durch die Schaffung von Freiräumen, das Aufbrechen der Blockrandbebauung und die Freistellung einzelner Gebäude.
Der Denkmalumfang umfasst das Gebäude der Stadtbibliothek in Substanz und Erscheinungsbild einschließlich der baufesten Ausstattung aus der Bauzeit (Türen, Fenster, Böden, Wandmosaik von Joachim Klos), der Figurengruppe „Gespräch“ von Peter Haak sowie die das Gebäude umgebenden Freiflächen.

## Erweiterungsbau

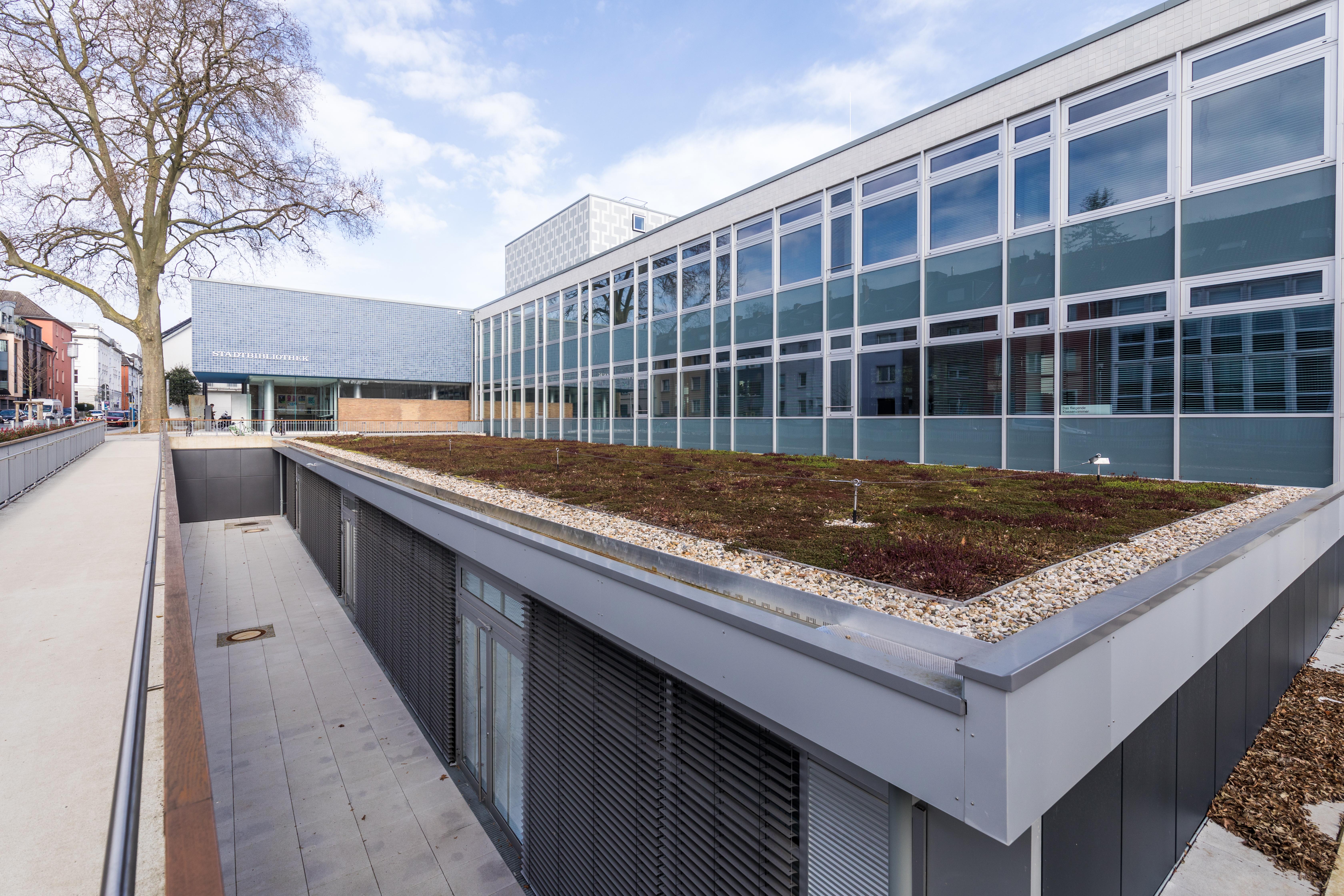
Unterirdischer Erweiterungsbau mit Lichhof, 2024

2020 wurde mit einem unterirdischen Erweiterungsbau entlang der Blücherstraße begonnen (Schrammel Architekten Stadtplaner, Augsburg). Die Straßenansicht auf das historische Gebäudeensemble blieb dabei unberührt. Durch einen Lichthof erhält der Neubau Tageslicht. Die Fertigstellung erfolgte 2023. Der Bund Deutscher Architektinnen und Architekten vergab dafür 2023 den Architekturpreis Linker Niederrhein.